# Короставник ворсянколистный
Короста́вник ворсянколи́стный (лат. Knautia dipsacifolia) — вид многолетних травянистых растений рода Короставник (Knautia) семейства Жимолостные (Caprifoliaceae).

## Распространение и экология
Произрастает в Западной Европе. Описан из Австрии.
Растёт в лесах и кустарниках лесного пояса.

## Ботаническое описание
Стебли, прямые, ветвистые, щетинистый, высотой 40—100 см.
Листья продолговато-ланцетные, цельные или зубчатые, волосистые, редко почти голые, ярко-зелёного цвета.
Соцветия — головки около 4 см в диаметре. Листочки обёртки ланцетно-яйцевидные, слабо волосистые. Цветки лучевые, лилового или пурпурного цвета, чашечка волосистая, о восьми шипиках.

## Классификация

### Таксономия
Вид Короставник ворсянколистный входит в род Короставник (Knautia) семейства Ворсянковые (Dipsacaceae) порядка Ворсянкоцветные (Dipsacales).
|  |                                      |  |                                                       |                                                       |                       |  | ещё 6 семейств (согласно Системе APG II) | ещё 6 семейств (согласно Системе APG II) |                                 |  |  |  | ещё 8 видов |
|  |                                      |  |                                                       |                                                       |                       |  | ещё 6 семейств (согласно Системе APG II) | ещё 6 семейств (согласно Системе APG II) |                                 |  |  |  | ещё 8 видов |
|  |                                      |  |                                                       | порядок Ворсянкоцветные                               |                       |  |                                          |                                          | род Короставник                 |  |  |  |             |
|  |                                      |  |                                                       | порядок Ворсянкоцветные                               |                       |  |                                          |                                          | род Короставник                 |  |  |  |             |
|  | отдел Цветковые, или Покрытосеменные |  |                                                       |                                                       | семейство Ворсянковые |  |                                          |                                          | вид Короставник ворсянколистный |  |  |  |             |
|  | отдел Цветковые, или Покрытосеменные |  |                                                       |                                                       | семейство Ворсянковые |  |                                          |                                          |                                 |  |  |  |             |
|  |                                      |  | ещё 44 порядка цветковых растений (по Системе APG II) | ещё 44 порядка цветковых растений (по Системе APG II) |                       |  |                                          | ещё 15 родов                             | ещё 15 родов                    |  |  |  |             |
|  |                                      |  |                                                       | ещё 44 порядка цветковых растений (по Системе APG II) |                       |  |                                          |                                          | ещё 15 родов                    |  |  |  |             |